# Новоалексеевский сельский совет (Софиевский район)
Новоалексеевский сельский совет (укр. Новоолексіївська сільська рада) — входит в состав
Софиевского района
Днепропетровской области
Украины.
Административный центр сельского совета находится в 
с. Новоалексеевка.

## Населённые пункты совета
- с. Новоалексеевка